# Chińska pasywna szklarnia solarna

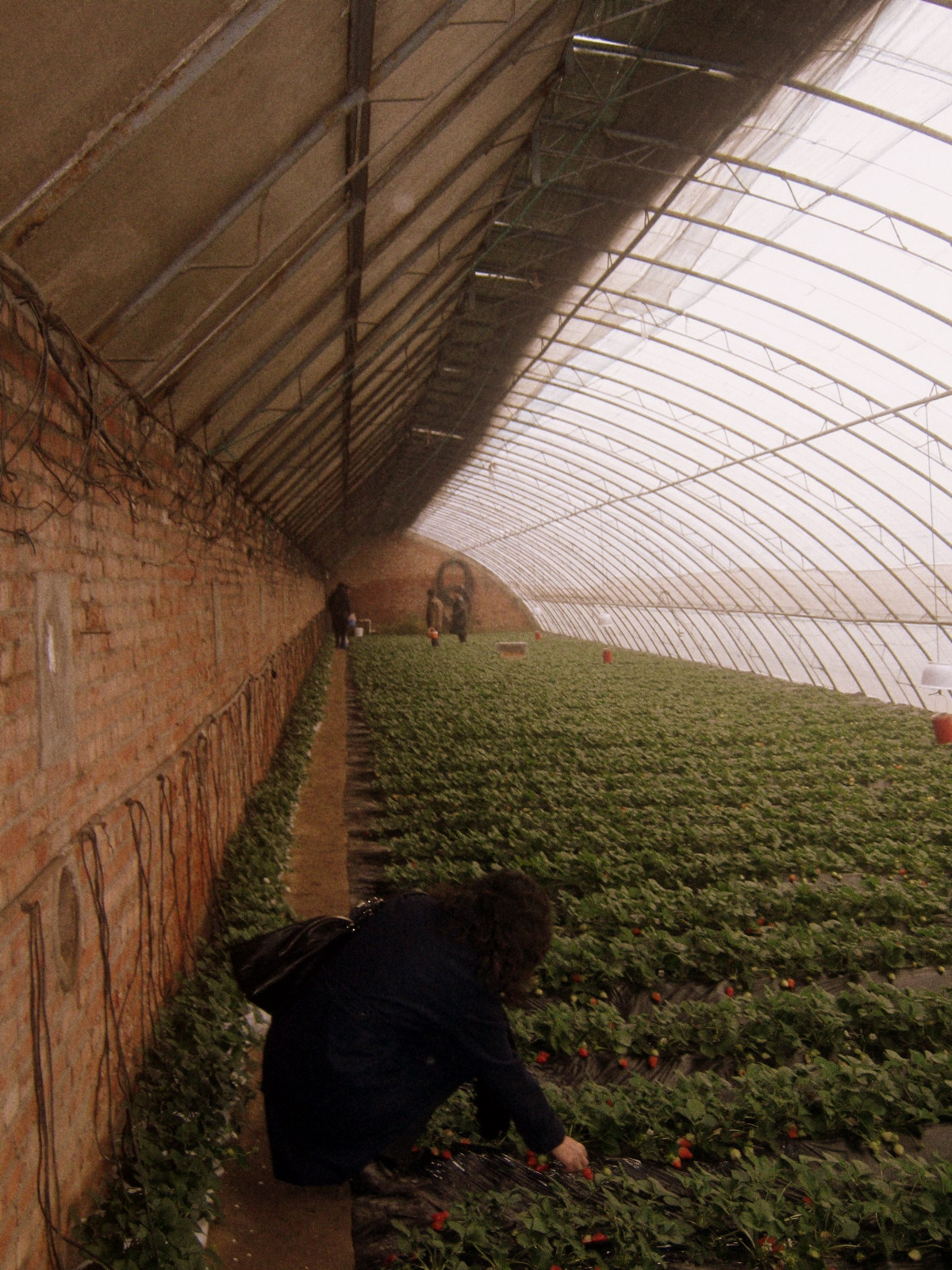
Uprawa truskawek w chińskiej pasywnej szklarni solarnej na przedmieściach Pekinu.

Chińska pasywna szklarnia solarna – rodzaj szklarni całorocznej z ogrzewaniem pasywnym o charakterystycznej, asymetrycznej konstrukcji, w której jedna ściana pełni rolę akumulatora energii pozyskanej z promieniowania słonecznego. 
Szklarnia tego typu nie wymaga stosowania dodatkowego źródła ciepła (ogrzewania) do utrzymania temperatury wewnętrznej umożliwiającej wegetację roślin przez cały rok. Pozwala to na zmniejszenie całorocznych kosztów utrzymania budynku względem szklarni o konstrukcji tradycyjnej (wymagającej ogrzewania w zimie), co czyni je bardziej opłacalną ekonomicznie. 
Pierwsze szklarnie tego typu zostały opracowane w Chinach w pod koniec lat 70. XX wieku. Ich popularność znacznie wzrosła w latach 80. XX wieku z powodu wzrostu dostępności przeźroczystej folii z tworzyw sztucznych. Folia wyparła stosowanie szkła do pokrycia zewnętrznej elewacji szklarni i znacząco obniżyła koszt budowy nowych szklarni. Folia jest tańsza w produkcji niż szkło, można nią pokryć dach o dowolnej krzywiźnie oraz jest jednocześnie lżejsza. Mniejsza masa pokrycia pozwala na stosowanie prostszej, samonośnej konstrukcji nośnej dachu szklarni, wykonanej z giętych metalowych rur i niewymagającej dodatkowych podpór wewnątrz budynku. 

## Konstrukcja
Konstrukcja szklarni chińskiej oparta jest na rozwiązaniach zaczerpniętych z budownictwa pasywnego, takich jak odpowiednie usytuowanie względem stron świata czy pasywne ogrzewanie energią słoneczną. Wyróżnia się ścianą akumulującą ciepło od strony północnej oraz niesymetrycznym kształtem dachu, który opada w stronę gruntu od strony południowej. Konstrukcja szklarni chińskiej dąży do maksymalizacji energii pobieranej z zewnątrz w ciągu dnia oraz ograniczenia strat ciepła w nocy.  
Typowa szklarnia ma kształt prostokąta o szerokości około 7-8 metrów, długości do 100 metrów oraz wysokości 4-5 metrów. Budynek sytuuje się dłuższym bokiem na osi wschód-zachód. Północna ściana wykonana jest z materiału dobrze akumulującego ciepło, np. cegieł, gliny lub betonu, oraz pomalowana na ciemny kolor. Ściana ta pełni rolę akumulatora energii, który nagrzewa się w ciągu dnia oraz oddaje ciepło w nocy. Ściana może być dodatkowo izolowana od zewnątrz lub posiadać wewnątrz puste przestrzenie wypełnione powietrzem działające jako izolator, co ma to na celu minimalizację strat ciepła wypromieniowywanych od strony północnej. 
Dach wykonany jest z wygiętych metalowych rur opartych o ścianę północną i opadających stopniowo ku ziemi w kierunku południowym. Na dach naciąga się przezroczystą folię z tworzywa sztucznego. Krzywizna dachu uzależniona jest od szerokości geograficznej umiejscawiania szklarni, tak by optymalnie wykorzystać lokalne warunki słoneczne. W dachu znajdują się otwierane okna przy gruncie oraz w górnej części przy ścianie północnej, pozwalające na cyrkulację powietrza, wentylację szklarni oraz chłodzenie w miesiącach letnich.  
W chłodniejszych klimatach na dachu może być zamontowany zwijany elektrycznie płaszcz (koc) izolacyjny. Rozwija się go po zachodzie słońca i zwija po wschodzie słońca. Ogranicza on straty ciepła wypromieniowywane w nocy. W obszarach, w których występują intensywne opady śniegu, szklarnia może posiadać dodatkowo drugi dach o podobnej konstrukcji umieszczony nad podstawowym pokryciem. Płaszcz izolacyjny umieszcza się wtedy na pokryciu wewnętrznym, a pokrycie zewnętrzne chroni go przed śniegiem. 